# Pedro Juan Morell
Pedro Juan Morell Rullán (c. 1790-1867) fue un político, jurista, profesor y escritor español.

## Biografía
Nació en el valle de Sóller el 29 de julio de 1790 según José María Quadrado, si bien otros autores le hacen nacido en 1785. Bajo la dirección de su tío materno Bartolomé Rutlan, capiscol de la catedral y gobernador de la mitra en la vacante del obispo Vallejo, recibió enseñanza. A los pocos años de terminada la carrera de abogado en la Universidad mallorquina, de la que fue rector su tío, desempeñó en Manacor de 1821 a 1823 el juzgado de primera instancia. Contrajo matrimonio con Rosa Creus.
La primera obra que publicó fue Investigaciones filosófico políticas sobre la naturaleza del fomento y su influencia en la prosperidad pública (1834). Fue profesor en el Instituto Balear desde la fundación de este en 1836, durante unas tres décadas. Ganó por oposición la cátedra de «legislación y economía», que durante la resurrección de la Universidad mallorquina en 1840 tomó el nombre de «derecho natural y de gentes y principios de legislación universal» y, más adelante, ocupó la de «psicología, lógica y ética» hasta su jubilación. Fue procurador en Cortes y luego, en 1837 y 1839, diputado. Publicó De la sociabilidad política ó aristocracia social (1838), sobre un texto de Cicerón, y el artículo «Libertad considerada como elemento de fuerza y como elemento de debilidad» (Revista de Madrid, 1839). Fue más adelante consejero de provincia de 1845 a 1851 y luego desde 1856 vicepresidente del consejo, cargo debido al cual desempeñó el gobierno político durante medio año, en 1858. Falleció a los setenta y siete años de edad el 30 de agosto de 1867.